# Psicologia esportiva
Psicologia esportiva é uma área de estudo da psicologia que visa promover a melhoria da qualidade de vida e do desempenho esportivo dos atletas.
Os estudos em psicologia do esporte analisam duas vias. Segundo autores como Canto, a primeira via é de que maneira os pensamentos e comportamentos afetam o desempenho esportivo de um praticante. A segunda via faz o caminho inverso, analisando de que maneira a prática de esportes influencia no humor, pensamentos e comportamentos dos praticantes.
Pode-se dizer, segundo autores como Weinberg e Gold, que a psicologia do esporte se trata de corpo e mente interagindo e como ambos se afetam de maneira cíclica com a prática de atividades esportivas. Embora tenha suas origens no esporte de alto rendimento, é possível aplicar técnicas da psicologia do esporte para auxiliar atletas do cotidiano a ter uma relação de bem-estar com a sua prática esportiva, facilitando aderência ao hábito de se exercitar.